# Henri Honoré d’Estienne d’Orves
Henri Louis Honoré d’Estienne d’Orves (* 5. Juni 1901 in Verrières-le-Buisson, Département Seine-et-Oise; † 29. August 1941 in Suresnes, Département Seine) war ein französischer Marineoffizier. Er gilt als „erster Märtyrer für ein freies Frankreich“ und ein Held der französischen Résistance.

## Leben
Henri Honoré d’Estienne d’Orves stammte aus einer konservativen, katholischen, adeligen Familie. Seine Eltern waren Joseph Charles Marie d’Estienne d’Orves (1867–1926) und Caroline Julie Lévêque de Vilmorin (1870–1940). Der Schriftsteller Antoine de Saint-Exupéry war sein Cousin, die Schriftstellerin Louise de Vilmorin seine Cousine.
Ab 1910 besuchte d’Estienne d’Orves in Paris das Lycée Saint Louis de Gonzague (16. Arrondissement). 1919 wechselte er an das Lycée Louis-le-Grand (5. Arrondissement) und nahm parallel dazu noch Stunden am Lycée privé Sainte-Geneviève in Versailles. Ab 1921 wurde d’Estienne d’Orves Schüler an der École polytechnique und konnte im Frühjahr 1923 an die École navale in Lanvéoc (Département Finistère) wechseln. Im Herbst desselben Jahres hatte er seinen ersten Einsatz auf dem als Schulschiff dienenden Panzerkreuzer Jeanne d’Arc. Im folgenden Jahr wurde er auf das Schlachtschiff Provence versetzt und tat anschließend noch auf anderen Schiffen Dienst.
Am 29. Oktober 1929 heiratete d’Estienne d’Orves in Pleugueneuc (Département Ille-et-Vilaine) Marie Thérèse Simon de Lorgeril (1909–2007). Er hatte mit ihr fünf Kinder: Marguerite, Monique, Rose, Marc und Philippe.
Ab Dezember 1936 war d’Estienne d’Orves als Aide-de-camp im Stab von Admiral René-Émile Godfroy.
Nach der Niederlage Frankreichs gegen Deutschland 1940 und der Entscheidung des Parlaments, Waffenstillstandsverhandlungen einzuleiten, folgte d’Estienne d’Orves dem Aufruf von Charles de Gaulle durch den Londoner Rundfunk vom 18. Juni 1940 zum aktiven Widerstand. Zunächst war d’Estienne d’Orves in London eingesetzt. Seiner Bitte, in Frankreich eingesetzt zu werden, wurde zunächst mit Rücksicht auf seine fünf Kinder nicht entsprochen. Erst im Dezember 1940 wurde er mit dem Auftrag, einen Nachrichtendienst aufzubauen, nach Frankreich geschickt.

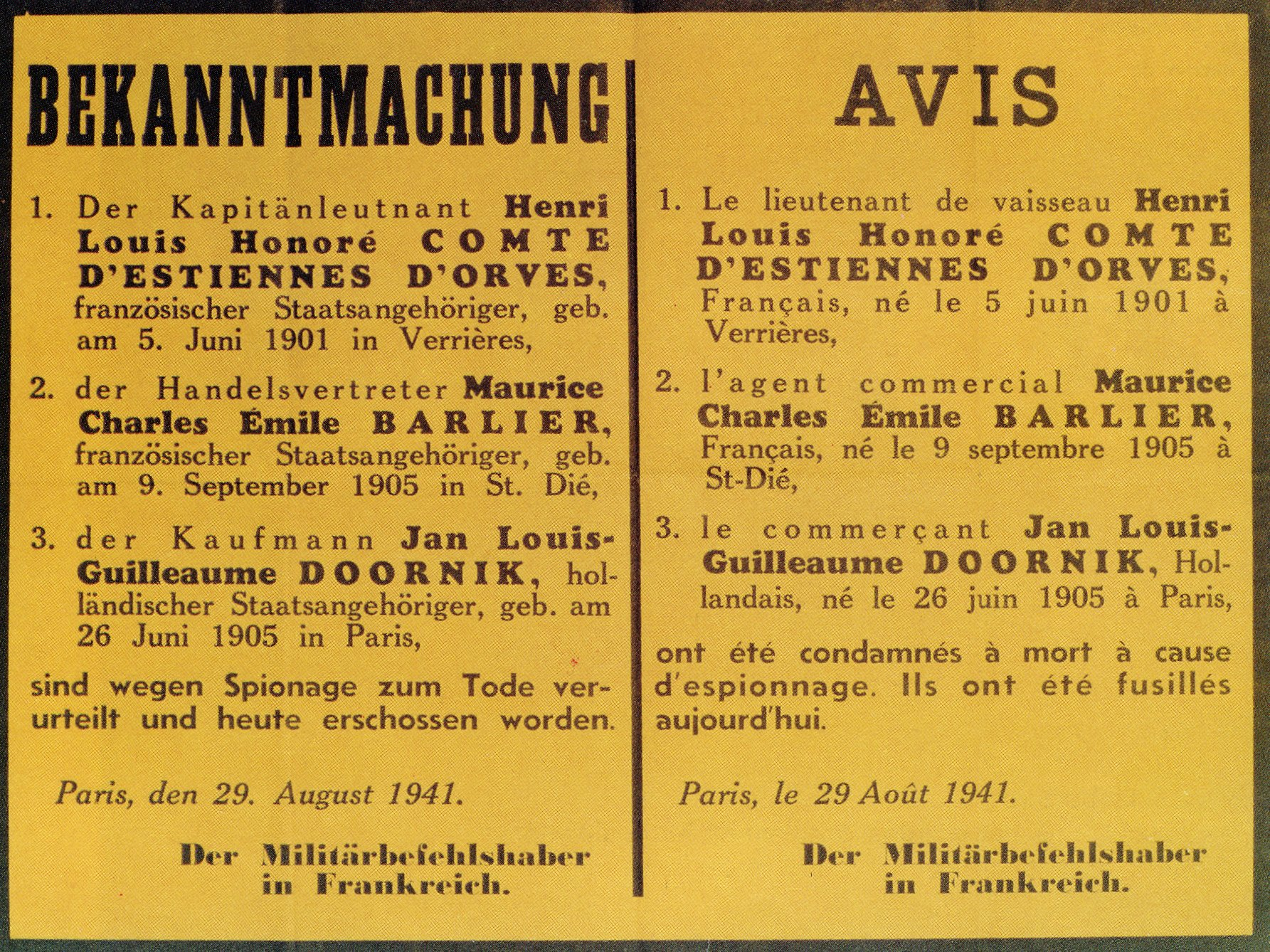
Bekanntmachung der Hinrichtung

Die Résistancegruppe wurde aus den eigenen Reihen, durch den Funker Alfred Gaessler alias "Georges Marty", verraten. D’Estienne d’Orves wurde am 21. Januar 1941 verhaftet und zum Sitz der Gestapo nach Nantes gebracht. Am 24. Mai 1941 wurden er und acht weitere Résistancemitglieder durch ein deutsches Kriegsgericht zum Tode verurteilt. Die Verurteilten wurden in das Gefängnis Fresnes bei Paris gebracht und dort von Abbé Franz Stock betreut. 
Henri Honoré d’Estienne d’Orves, Maurice Barlier und Jan Doornik wurde am 29. August 1941 auf dem Mont Valérien in Suresnes bei Paris erschossen, die restlichen Verurteilten wurden begnadigt. Er wurde postum zum Fregattenkapitän befördert.

## Ehrungen
- 1935 Ritter der Ehrenlegion[4]
- Ouissam Alaouite (Marokko)
- Orden der Krone von Rumänien
- Orden der Goldenen Ähre (China)
- 30. Oktober 1944 Ordre de la Libération (posthum, Admiral Georges Thierry d’Argenlieu überreichte den Orden seiner Witwe)
- Nach ihm wurde die D’Estienne-d’Orves-Klasse, eine Klasse von 14 Fregatten, benannt[5].